# LEGO Harry Potter
LEGO Harry Potter is een LEGO-thema gebaseerd op de Harry Potter-filmfranchise van Warner Bros. Pictures. Ook zijn er enkele bouwsets gebaseerd op de films Fantastic Beasts and Where to Find Them en Fantastic Beasts: The Crimes of Grindelwald. Het thema omvat bouwsets en computerspellen. 

## Geschiedenis
De bouwsets van Lego Harry Potter begonnen in 2001. In 2007 werd het uitgeven van de bouwsets echter stopgezet. 
In 2009 werd aangekondigd dat er een videospel genaamd LEGO Harry Potter: Jaren 1-4 uit ging komen. Deze werd uiteindelijk in 2010 uitgebracht. Later kwam in 2011 het vervolg LEGO Harry Potter: Jaren 5-7 uit. Voor het videospel LEGO Dimensions kwamen een Harry Potter en Fantastic Beasts themeset uit. 

## Overzicht Bouwsets

### Harry Potter en de Steen der Wijzen
| Naam                                 | Setnummer | Minifiguren |
| ------------------------------------ | --------- | --- |
| Sorteerhoed                          | 4701      | Harry Potter |
| De Laatste Uitdaging                 | 4702      | Harry Potter, Professor Krinkel/Heer Voldemort |
| De Kamer met de Gevleugelde Sleutels | 4704      | Harry Potter, Ron Wemel, Witte Koningin Schaakstuk |
| Sneep's Klaslokaal                   | 4705      | Professor Sneep, Ron Wemel, Foppe de Klopgeest |
| Verboden Verdieping                  | 4706      | Harry Potter, Ron Wemel, Hermelien Griffel, Pluisje |
| Hagrid's Huis                        | 4707      | Rubeus Hagrid, Professor Perkamentus, Norbert |
| Zweinsteinexpres                     | 4708      | Harry Potter, Ron Wemel, Hermelien Griffel |
| Zweinstein Kasteel                   | 4709      | Harry Potter, Ron Wemel, Hermelien Griffel, Professor Sneep, Hagrid, Professor Perkamentus, Draco Malfidus, Foppe de Klopgeest, Griffoendor Ridder      |
| Vliegles                             | 4711      | Harry Potter, Draco Malfidus |
| Trol in de Kerkers                   | 4712      | Harry Potter, Bergtrol |
| Goudgrijp                            | 4714      | Harry Potter, Grijphaak, Kobold, Hagrid |
| Zweinstein Klaslokaal                | 4721      | Harry Potter |
| Griffoendor Afdeling                 | 4722      | Ron Wemel |
| Harry's Reis naar Zweinstein         | 30407     | Harry Potter, Hedwig |
| Zweinstein Grote Zaal                | 75954     | Harry Potter, Ron Wemel, Hermelien Griffel, Suzanne Bonkel, Minerva Anderling, Albus Perkamentus, Rubeus Hagrid, Quirinus Krinkel, Haast Onthoofde Henk |
| Zwerkbal Wedstrijd                   | 75956     | Harry Potter, Hermelien Griffel, Severus Sneep, Olivier Plank, Marcus Hork, Lucian Bakzijl                                                              |
| Hedwig                               | 75979     | Harry Potter |

### Harry Potter en de Geheime Kamer
| Naam                                                                         | Setnummer | Minifiguren |
| ---------------------------------------------------------------------------- | --------- | --- |
| Zwerkbal Voorwerpen                                                          | 4719      | Draco Malfidus |
| Verdonkeremaansteeg                                                          | 4720      | Harry Potter, Lucius Malfidus |
| Zwerkbal Oefeningen                                                          | 4726      | Harry Potter, Draco Malfidus, Madame Hooch |
| Aragog in het Verboden Bos                                                   | 4727      | Harry Potter, Ron Wemel, Aragog |
| Ontsnappen uit de Ligusterlaan                                               | 4728      | Harry Potter, Ron Wemel, Herman Duffeling |
| Perkamentus's Kantoor                                                        | 4729      | Professor Perkamentus, Professor Anderling, Harry Potter |
| De Geheime Kamer                                                             | 4730      | Harry Potter, Marten Vilijn, Ginny Wemel, Professor Smalhart, Ron Wemel, Felix de Feniks, Basilisk |
| Dobby is Vrij                                                                | 4731      | Lucius Malfidus, Dobby |
| De Duelleerclub                                                              | 4733      | Harry Potter, Draco Malfidus, Professor Sneep, Professor Smalhart |
| Zwadderich                                                                   | 4735      | Draco Malfidus, Vincent Korzel/Ron Wemel, Karel Kwast/Harry Potter |
| Dobby is Vrij                                                                | 4736      | Harry Potter, Dobby Lucius Malfidus |
| Zwerkbal Wedstrijd                                                           | 4737      | Harry Potter, Madame Hooch, Draco Malfidus, Olivier Plank, Marcus Hork |
| Hagrid's Huis (met enkele elementen uit Harry Potter en de Steen der Wijzen) | 4738      | Harry Potter, Hagrid, Ron Wemel, Hermelien Griffel, Aragog, Norbert |
| Aragog's Hol                                                                 | 75950     | Harry Potter, Ron Wemel, Aragog |
| Zweinstein's Beukwilg                                                        | 75953     | Harry Potter, Hermelien Griffel, Ron Wemel, Severus Sneep, Simon Filister, Argus Vilder |
| Ligusterlaan 4                                                               | 75968     | Harry Potter, Ron Wemel, Dobby, Herman Duffeling, Petunia Duffeling, Dirk Duffeling |
| Wegisweg                                                                     | 75978     | Harry Potter, Hermelien Griffel, Ron Wemel, Ginny Wemel, Molly Wemel, Fred en George Wemel, Rubeus Hagrid, Draco Malfidus, Lucius Malfidus, Gladianus Smalhart, Garrick Olivander, Florian Fanielje, Ochtendprofeet |

### Harry Potter en de Gevangene van Azkaban
| Naam                               | Setnummer | Minifiguren |
| ---------------------------------- | --------- | --- |
| Draco's Ontmoeting met Scheurbek   | 4750      | Draco Malfidus, Scheurbek                                                                                           |
| Harry en de Sluipwegwijzer         | 4751      | Harry Potter, Professor Sneep, Heks Standbeeld                                                                      |
| Professor Lupos's Klaslokaal       | 4752      | Professor Lupos, Professor Sneep (Boeman), Marcel Lubbermans                                                        |
| Sirius Zwarts' Ontsnap             | 4753      | Harry Potter, Dementor, Sirius Zwarts, Scheurbek                                                                    |
| Hagrid's Huis                      | 4754      | Hermelien Griffel, Hagrid                                                                                           |
| De Collectebus                     | 4755      | Harry Potter, Sjaak Stuurman, De Grim                                                                               |
| Het Krijsende Krot                 | 4756      | Peter Pippeling, Harry Potter, Sirius Zwarts, Professor Lupos/Weerwolf                                              |
| Zweinstein Kasteel                 | 4757      | Harry Potter, Hermelien Griffel, Ron Wemel, Professor Perkamentus, Professor Zwamdrift, Draco Malfidus, 2 Dementors |
| Zweinsteinexpres                   | 4758      | Harry Potter, Ron Wemel, Professor Lupos, Dementor                                                                  |
| Zweinsteinexpres met Motor         | 10132     | Harry Potter, Ron Wemel, Professor Lupos, Dementor                                                                  |
| De Collectebus                     | 4866      | Harry Potter, Sjaak Stuurman, Goof Blikscha, Afgesneden Indiaans Hoofd                                              |
| Zweinsteinexpres                   | 75955     | Harry Potter, Ron Wemel, Hermelien Griffel, Remus Lupos, Snoepkarvrouwtje, Dementor                                 |
| Expecto Patronum                   | 75945     | 2 Dementors, Harry Potter, Sirius Zwarts                                                                            |
| Hagrid's Huis: Scheurbek's Redding | 75947     | Harry Potter, Ron Wemel, Hermelien Griffel, Rubeus Hagrid, Cornelis Droebel, Walter Vleeschhouwer                   |
| De Collectebus                     | 75957     | Harry Potter, Goof Blikscha, Sjaak Stuurman                                                                         |

### Harry Potter en de Vuurbeker
| Naam                                                   | Setnummer | Minifiguren |
| ------------------------------------------------------ | --------- | --- |
| Redding in het Meer                                    | 4762      | Harry Potter, Ron Wemel, Hermelien Griffel, Viktor Kruml (haaienkop), Meermens                                                   |
| Begraafplaats Duel                                     | 4766      | Harry Potter, Heer Voldemort, Lucius Malfidus (Dooddoener), Peter Pippeling, 4 Skeletten                                         |
| Harry Potter en de Hongaarse Hoornstaart               | 4767      | Harry Potter, Professor Perkamentus, Professor Dwaaloog Dolleman, Hongaarse Hoornstaart                                          |
| Het Klammfels Schip                                    | 4768      | Igor Karkarov, Viktor Kruml |
| De Hongaarse Hoornstaart Toverschooltoernooi Uitdaging | 75946     | Carlo Kannewasser, Viktor Kruml, Fleur Delacour, Harry Potter                                                                    |
| Zweinstein Klokkentoren                                | 75948     | Harry Potter, Hermelien Griffel, Ron Wemel, Carlo Kannewasser, Viktor Kruml, Fleur Delacour, Madame Mallemour, Albus Perkamentus |
| Beauxbatons Koets: Aankomst op Zweinstein              | 75958     | Rubeus Hagrid, Olympe Mallemour, Fleur Delacour, Gabrielle Delacour                                                              |
| De Terugkomst van Voldemort                            | 75965     | Harry Potter, Heer Voldemort, Peter Pippeling, Dooddoener                                                                        |

### Harry Potter en de Orde van de Feniks
| Naam                             | Setnummer | Minifiguren |
| -------------------------------- | --------- | --- |
| Zweinstein Kasteel               | 5378      | Harry Potter, Ron Wemel, Hermelien Griffel, Professor Perkamentus, Hagrid, Draco Malfidus, Professor Sneep, Professor Omber, 4 Terzielers Dooddoener |
| Zweinstein Kamer van Hoge Nood   | 75966     | Harry Potter, Hermelien Griffel, Loena Leeflang |
| Verboden Bos: Omber's Ontmoeting | 75967     | Harry Potter, Hermelien Griffel, Dorothea Omber, 2 Centaurs                                                                                          |

### Harry Potter en de Halfbloed Prins
| Naam                       | Setnummer | Minifiguren |
| -------------------------- | --------- | --- |
| Het Nest                   | 4840      | Arthur Wemel, Molly Wemel, Ginny Wemel, Harry Potter, Fenrir Vaalhaar, Bellatrix van Detta, Uil                                                                           |
| Zweinsteinexpres           | 4841      | Harry Potter, Ron Wemel, Draco Malfidus, Ginny Wemel, Loena Leeflang |
| Zweinstein Kasteel         | 4842      | Harry Potter, Hermelien Griffel, Professor Anderling, Argus Vilder, Professor Banning, Professor Perkamentus, Professor Sneep, 2 Dementors, Mevrouw Norks, Heer Voldemort |
| Zweinstein Astronomietoren | 75969     | Harry Potter, Hermelien Griffel, Ron Wemel, Draco Malfidus, Marcel Lubbermans, Loena Leeflang, Belinda Broom, Hildebrand Slakhoorn                                        |
| Aanval op het Nest         | 75980     | Harry Potter, Ron Wemel, Ginny Wemel, Molly Wemel, Arthur Wemel, Nymphadora Tops, Bellatrix van Detta, Fenrir Vaalhaar                                                    |

### Harry Potter en de Relieken van de Dood deel 2
| Naam               | Setnummer | Minifiguren                                                                                               |
| ------------------ | --------- | --- |
| Het Verboden Bos   | 4865      | Harry Potter, Rubeus Hagrid, Heer Voldemort, Narcissa Malfidus                                            |
| Slag om Zweinstein | 4867      | Harry Potter, Marcel Lubbermans, Remus Lupos, Professor Stronk, Vincent Korzel, Lucius Malfidus, Dementor |

### Fantastic Beasts and Where to Find Them
| Naam                              | Setnummer | Minifiguren |
| --------------------------------- | --------- | --- |
| Newt's Koffer met Magische Wezens | 75952     | Newt Scamander, Jacob Kowalski, Tina Goldstein, Queenie Goldstein, Dondervogel, Boomtrol, De Niffler, Occamy, Erumpent |

### Fantastic Beasts: The Crimes of Grindelwald
| Naam                      | Setnummer | Minifiguren                                       |
| ------------------------- | --------- | ------------------------------------------------- |
| Grindelwald's Ontsnapping | 75951     | Gellert Grindelwald, Angelina Picquery, Terzieler |

### Algemene bouwsets
De volgende bouwsets bevatten verschillende elementen uit meerdere films:
| Naam                                                   | Setnummer | Minifiguren |
| ------------------------------------------------------ | --------- | --- |
| Wegisweg                                               | 10217     | Harry Potter, Hermelien Griffel, Ron Wemel, Hagrid, Fred en George Wemel, Lucius Malfidus, Fenrir Vaalhaar, Meneer Olivander, 2 Goudgrijp Kobolden, Skelet |
| Snoepkarretje                                          | 30110     | Harry Potter, Hedwig |
| Het Lab                                                | 30111     | Harry Potter |
| Zweinstein Kasteel                                     | 71043     | Goderic Griffoendor, Helga Huffelpuf, Zalazar Zwadderich, Rowena Ravenklauw                                                                                |
| Harry Potter en Hedwig: Uilenpost                      | 30420     | Harry Potter |
| Zweinstein Studenten Accessoire Set                    | 40419     | Harry Potter, Draco Malfidus, Hannah Albedil, Cho Chang |
| Harry Potter Kerstmis Kalender                         | 75964     | Harry Potter, Hermelien Griffel, Ron Wemel, Minerva Anderling, Albus Perkamentus, Professor Banning, Zweinstein Standbeeld, Hedwig                         |
| Harry Potter Kerstmis Kalender                         | 75981     | Harry Potter, Hermelien Griffel, Ron Wemel, Padma Patil, Parvati Patil, Cho Chang                                                                          |
| Harry Potter Kerstmis Kalender                         | 76390     | Harry Potter, Hermelien Griffel, Ron Wemel, Draco Malfidus, Dirk Duffeling en Grijphaak                                                                    |
|                                                        |           | |
| Zweinstein Moment: Transfiguratie Les                  | 76382     | Professor Anderling, Ron Wemel, Hermelien Griffel |
| Zweinstein Moment: Toverdranken Les                    | 76383     | Professor Sneep, Simon Filister, Draco Malfidus |
| Zweinstein Moment: Kruidenkunde Les                    | 76384     | Professor Stronk, Carlo Kannewasser, Marcel Lubbermans |
| Zweinstein Moment: Bezweringen Les                     | 76385     | Professor Banning, Cho Chang, Harry Potter |
| Zweinstein Moment: Waarzeggerij Les                    | 76396     | Professor Sybilla Zwamdrift, Harry Potter, Parvati Patil                                                                                                   |
| Zweinstein Moment: Verweer tegen de Zwarte Kunsten Les | 76397     | Professor Alastor "Dwaaloog" Dolleman, Marcel Lubbermans, Hermelien Griffel,                                                                               |

## LEGO Minifiguren
In 2018 kwam er een LEGO Harry Potter Minifig reeks uit gebaseerd op de Harry Potter personages. De eerste reeks bevatte 22 minifiguren. In 2020 kwam de tweede reeks uit met 16 minifiguren.
| Naam                              | Setnummer | Aantal minifiguren | Minifiguren |
| --------------------------------- | --------- | ------------------ | --- |
| Harry Potter and Fantastic Beasts | 71022     | 22                 | Harry Potter, Hermelien Griffel, Ron Wemel, Draco Malfidus, Loena Leeflang, Marcel Lubbermans, Cho Chang, Daan Thomas, Heer Voldemort, Dobby, Sybilla Zwamdrift, Carlo Kannewasser, Filius Banning, Alastor Dolleman, Harry Potter in pyjama. Albus Perkamentus, Newt Scamander, Tina Goldstein, Jacob Kowalski, Queenie Goldstein, Koenraad Barbot, Percival de Graaf |
| Harry Potter Series 2             | 71028     | 16                 | Harry Potter, Albus Perkamentus, Hermelien Griffel, Ron Wemel, Loena Leeflang, Grijphaak, Lily Potter, James Potter, Ginny Wemel, Fred en George Wemel, Bellatrix van Detta, Romeo Wolkenveldt, Jammerende Jenny, Pomona Stronk, Marcel Lubbermans |